# معمول (شیرینی)
معمول (عربی: معمول) یک نوع شیرینی و دسر سنتی عربی است که درون آن با خرما، پسته، فندق، مغز گردو و یا به ندرت با بادام یا انجیر پر می‌شود.